# ۱۰ هایجیا

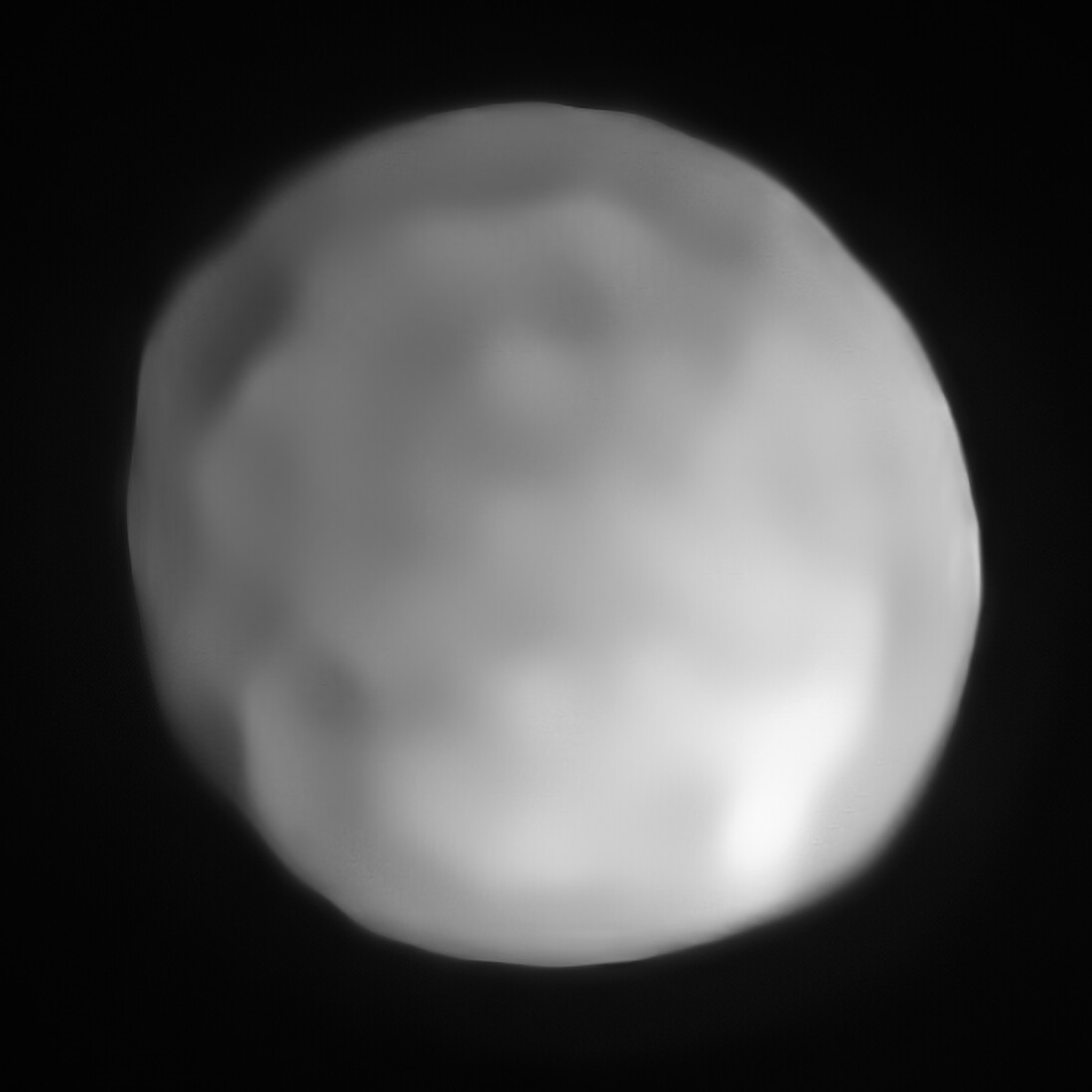

سیارک ۱۰ (به انگلیسی: 10 Hygiea) دهمین سیارک کشف شده‌است که در ۱۲ آوریل ۱۸۴۹ و در ناپل کشف شد.
قدر مطلق سیارک برابر ۵٫۴۳ است.